# 山田謙治
山田 謙治（やまだ けんじ、1983年7月28日 - ）は、神奈川県横浜市出身のバスケットボール指導者である。

## 人物・来歴
姉の影響でミニバスケを始める。南希望が丘中学校を経て、名門能代工業高校でインターハイ2連覇、3年時には主将としてウィンターカップとの2冠を獲得。
法政大学でも4年で関東インカレ優勝に貢献し、最優秀選手賞を受賞。
卒業後、大塚商会アルファーズに入団。新人王に輝く。
2007年、大塚商会の後継チームである栃木ブレックスに移籍。スティール王を獲得しJBL2優勝に貢献。
2008年、JBL昇格とともにかつての恩師である加藤三彦がヘッドコーチに就任。2009-10シーズンでJBL優勝。
2011年、bjリーグドラフト全体1位で横浜ビー・コルセアーズに指名され入団。2012-13シーズンで優勝を果たし、JBL・bjのいずれも優勝も経験したことになる。
2014-15シーズンよりキャプテンを務める。
2018年6月 広島ドラゴンフライズへの移籍が発表された。
2019年7月3日 現役引退を発表
2019年7月4日横浜ビー・コルセアーズチーム編成・強化担当兼アシスタントコーチに就任。

## 経歴
- 能代工業高 - 法政大学 - 大塚商会(2006年〜2007年) - 栃木ブレックス/リンク栃木ブレックス(2007年〜2011年) － 横浜ビー・コルセアーズ(2011年～2018年) - 広島ドラゴンフライズ(2018～2019)

## ギャラリー

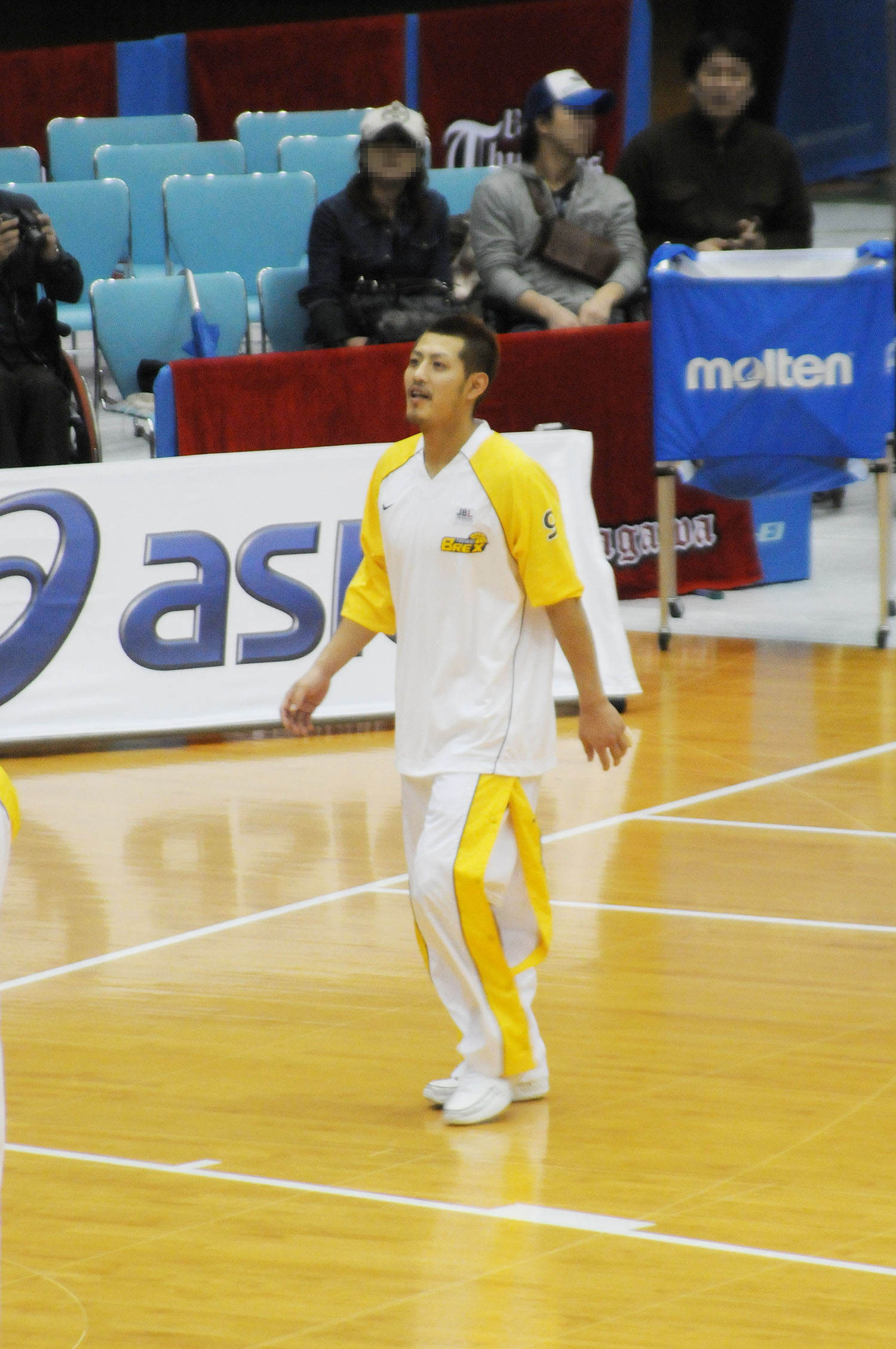
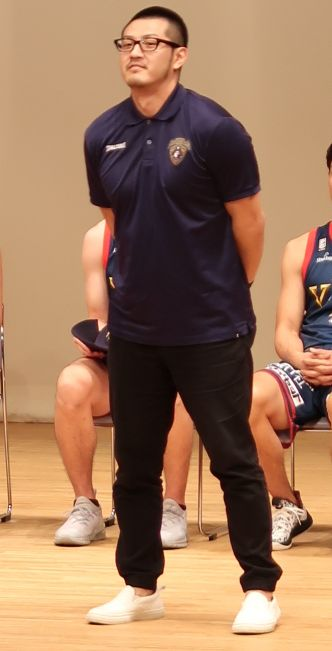
2019-09-27